# José Porvinho
José Porvinho, pseudónimo literário de José Augusto Pais, é um escritor português nascido em Grada, Anadia em 1964.
Licenciado em Engenharia Florestal pela Universidade de Trás-os-Montes e Alto Douro, vive e trabalha em Castanheira de Pêra. Tem colaborado ao longo de vários anos em diversa imprensa escrita regional e em algumas publicações anuais. Para além das suas incursões pela escrita, é também, esporadicamente, Técnico de Desenvolvimento, Guia da Natureza e Jardineiro. É ainda vice-presidente da Lousitânea - Liga dos Amigos da Serra da Lousã.

## Obras
- Inconfidências e... Diário de Bolso 2005 (2008)

## Opiniões sobre o autor
- "Este "Zé Porvinho" é uma viagem. Pelos valores, pelos contra valores, pelos sentimentos, pelo poder, pela vida." - Júlio Magalhães

## Ligações Externas
- https://web.archive.org/web/20080309074427/http://www.artescrita.com/autores.html